# Джонні Ніхто
Джонні Ніхто (англ. Johnny Nobody) — британський драматичний фільм 1961 року продюсера Джона Слоана. Виконавчими продюсерами фільма стали Ірвінг Аллен та Альберт Брокколі. Режисером фільму виступив британський кіноактор Найджел Патрік, який також зіграв головну роль. У фільмі взяли участь актриса Івонн Мітчелл (з якою Патрік знімався у стрічці "Сапфір" в 1959 році), Вільям Бендікс та Альдо Рей. Оператор фільмк Тед Мур.  Фільм знімали на студії Ardmore у місті Брей, Ірландія.  

## Сюжет
Ірландсько-американського письменика Джеймса Рональда Малкахі (Вільям Бендікс) вбивають через кілька хвилин після того, як він на піку емоцій закликав Бога "вбити його". Його вбивця (Альдо Рей) шукає допомоги, та знаходить місцевого священика, отця Кері (Найджел Патрік). Преса називає вбивцю "Джонні Ніхто" через те, що він стверджує, що нічого не пам'ятає. Подальше розслідування Кері змушує його поставити питання: "Джонні" діяв від вважаючи себе "Богом" чи, як видається більш імовірно, жінкою, відомою як Міс Флойд (Івонн Мітчелл), яка виявляється його дружиною. 

## У ролях
- Найджел Патрік - отець Кері
- Івонн Мітчелл - міс Флойд
- Вільям Бендікс - Джеймс Рональд Малкахі
- Альдо Рей - Джонні Ніхто
- Сіріл Кусак - адвокат О'Брайен
- Берні Вінтерс  - фотограф
- Найл Макгінніс - адвокат Салліван
- Ноель Персел - брат Тімоті
- Едді Бірн - землеволодарь О'Коннор
- Джон Велш - суддя
- Джо Лінч - Тінкер
- Джиммі О'Ді - листоноша Тім
- Френк О'Донован - Гард
- Мей Крейг - мати Тінкера

## Зовнішні посилання
- Джонні Ніхто на сайті IMDb (англ.)
- Нью-Йорк Таймс [Архівовано 18 жовтня 2007 у Wayback Machine.]